# Cerdon (Loiret)
Cerdon (auch: Cerdon-du-Loiret) ist eine französische Gemeinde mit 895 Einwohnern (Stand: 1. Januar 2022) im Département Loiret in der Region Centre-Val de Loire. Die Gemeinde gehört zum Arrondissement Orléans und ist Teil des Kantons Sully-sur-Loire. Die Einwohner werden Cerdonnais genannt.

## Geographie
Cerdon liegt etwa 45 Kilometer südöstlich von Orléans in der Sologne. Im Süden liegt der Étang des Puits. Umgeben wird Cerdon von den Nachbargemeinden Villemurlin im Norden, Saint-Florent im Nordosten, Coullons im Osten, Argent-sur-Sauldre im Süden und Südosten, Clémont im Süden, Brinon-sur-Sauldre im Westen und Südwesten sowie Isdes im Nordwesten.

## Geschichte

### Jüdische Internierte in Cerdon
Vom 25. Juli 1941 bis zum 8. Mai 1942 wurden ausländische Juden auf dem an der südlichen Gemarkungsgrenze von Cerdon liegenden verlassenen Bauernhof La Matelotte interniert. (Lage) La Matelotte war eine von vier isoliert liegenden Farmen in der Sologne, in denen etwa 400 Menschen untergebracht worden waren, die sich zuvor in den Internierungslagern von Beaune-la-Rolande  und Camp Pithiviers befanden.
Die ersten Insassen des Lagers La Matelotte waren vermutlich noch vom Vichy-Regime aus dem überfüllten Lager Beaune-la-Rolande nach hier überstellt worden und sollten in der Landwirtschaft arbeiten. Aufgrund des im Lager grassierenden Hungers erlaubten die französischen Gendarmen, die das Lager bewachten, den Internierten, auch auf weiteren umliegenden Bauernhöfen zu arbeiten. Das verschaffte ihnen Kontaktmöglichkeiten und gelegentlich auch die Möglichkeit, ihre Familienangehörigen zu treffen. Als 1942 auch die jüdischen Frauen und Kinder verhaftet wurden, versuchten einige Mütter aufgrund der bestehenden Kontakte, ihre Kinder ebenfalls in der Gegend zu verstecken.
Auf der Wegbeschreibung des 2011 zum Gedenken an das Lager angelegten „Circuit de la Matelotte“ (auch bekannt als Le chemin de mémoire, le CR18) ist nachzulesen, dass einige Lagerinsassen nur dank der Hilfe einer Familie auf dem benachbarten Bauernhof Petite Bergerie in der Gemarkung von Argent-sur-Sauldre ihr Leben retten konnten. (Lage) Diese Rettungsaktion stand im Zusammenhang mit den im Juli 1942 erfolgten Deportationen, denen die meisten Männer aus La Matelotte zum Opfer fielen.
Über La Matelotte und Le chemin de mémoire existiert ein französischsprachiges Video, das auch historisches Bildmaterial enthält.

## Bevölkerungsentwicklung

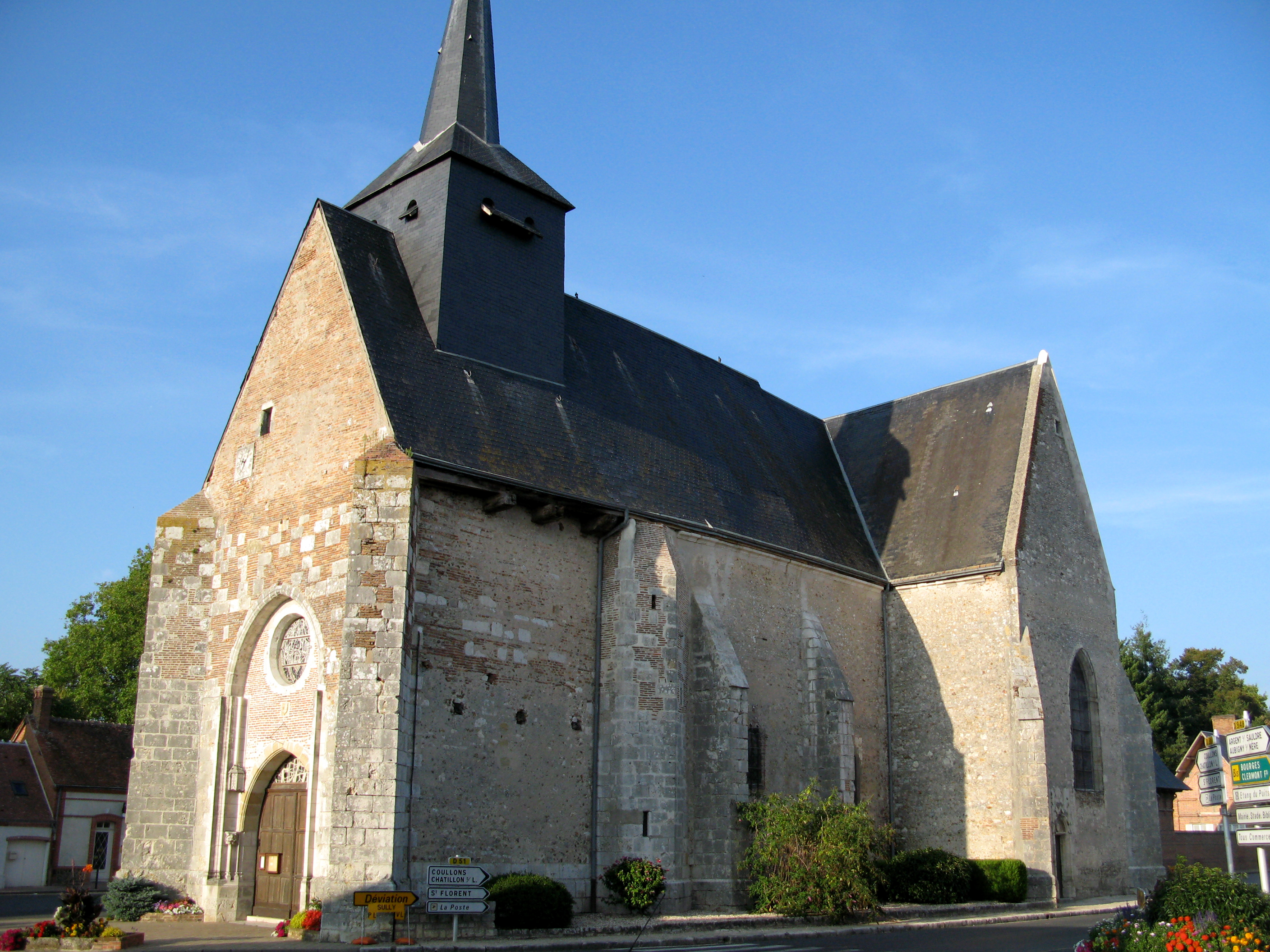
Kirche Sainte-Marguerite

| 1962                       | 1968 | 1975 | 1982 | 1990 | 1999 | 2006 | 2018 |
| -------------------------- | ---- | ---- | ---- | ---- | ---- | ---- | ---- |
| 676                        | 658  | 841  | 807  | 923  | 1045 | 1050 | 938  |
| Quellen: Cassini und INSEE |      |      |      |      |      |      |      |

## Sehenswürdigkeiten
- Kirche Sainte-Marguerite aus dem 13./14. Jahrhundert, Umbauten aus dem 17. Jahrhundert
- Schlösser Cerdon und Grand Val aus dem 19. Jahrhundert
- Natura-2000-Gebiet